# Ryūgasaki
Ryūgasaki è una città giapponese della prefettura di Ibaraki.